# Juan Manuel Lozano (político peruano)
Juan Manuel Lozano fue un político peruano. 
Fue miembro del Congreso General Constituyente de 1827 por las provincias de Chancay y Santa. Dicho congreso constituyente fue el que elaboró la segunda constitución política del país.